# Greatest Hits Vol. 1
Greatest Hits Vol. 1 é a terceira coletânea da banda DeGarmo and Key, lançada em 1994.

## Faixas
1. "Every Moment"
2. "Out Of The Danger Zone"
3. "Boycott Hell"
4. "All The Losers Win"
5. "Jericho"
6. "Are You Ready"
7. "Destined To Win"
8. "Acoustic Medley (Long Distance Runner / Rock Solid / Six Six Six)"
9. "Ultimate Ruler"
10. "Let's Get Upset"
11. "Competition"
12. "I Believe"
13. "Emmanuel"
14. "Mary"
15. "If God Is For Us (Who Can Be Against Us?)"